# ガオケレナ
ガオケレナは、ペルシャ神話、ゾロアスター教の伝説に登場する"白きハオマの巨木（生命の植物）"。世界海ヴォウルカシャ（en:Vourukasha）の中心に立つとされ、1万の癒しの植物に囲まれた、"癒しの木の王"とも呼ばれる。この植物は食すと癒しをもたらし、死者を復活させ不老不死にする。ハオマ (Haoma)は、ゾロアスター教において重視される神酒の名でもあり、この植物の実から作られるとされる、不老不死の霊薬である。ガオケレナは「雄牛の角」「雌牛の耳」の意である。

## 神話
悪霊がトカゲとカエルを作り、この木を攻撃しようとしたが、10匹のカラ魚と9個の口と6個の目を持つロバによって保護された。またこの木には、シームルグが巣を作っている。

## すべての種の実る木
ヴェンディダード（Vendidad）によると、ヴォウルカシャの中心には"すべての種の実る木"、Harvisptokhmがあるとされ、この木は世界に存在するすべての植物の種を含むとされる。木の上には大枝を破壊し、種をまき散らす原因となるSinamruの鳥が棲んでいる。
この木はアヴェスターにおいては太古の海にある二本の大木のうちの一本とされている。Sinamru鳥はシームルグの別名、あるいは原型ともされ、シームルグが棲んでいるのはHarvisptokhmの方であるとも考えられる。